# Municipalità locale di Steve Tshwete
Steve Tshwete è una municipalità locale (in inglese Steve Tshwete Local Municipality) appartenente alla municipalità distrettuale di Nkangala della provincia di Mpumalanga in Sudafrica. 
In base al censimento del 2001 la sua popolazione è di 142 770 abitanti. In passato, questa municipalità locale era chiamata Middelburg.
Il suo territorio si estende su una superficie di 3.976 km² ed è suddiviso in 24 circoscrizioni elettorali (wards). Il suo codice di distretto è MP313.

## Geografia fisica

### Confini
La municipalità locale di Steve Tshwete confina a nord con quella di Elias Motsoaledi (Sekhukhune/Limpopo), a est con quelle di Albert Luthuli (Gert Sibande) e Emakhazeni, a sud con quelle di Msukaligwa e Govan Mbeki (Gert Sibande) e a ovest con quelle di Emalahleni e Thembisile.

### Città e comuni
- Doornkop
- Gloria
- Hendrina
- Kranspoort Dorp
- KwaZamokuhle
- Lammerkop
- Mhluzi
- Middelburg
- Selonsrivier
- Wonderhoek

### Fiumi
- Klein - Olifants
- Olifants
- Selons
- Wilger

### Dighe
- Loskop Dam
- Athlone Dam
- Bankfontein Dam
- Douglas Dam
- Kleinfontein Dam
- Krugerdam
- Middelburgdam
- Pienaar Dam
- Robertson Dam